# Dolinov
Максим Ігорович Долінов (біл. Максім Ігаравіч Долінаў; (5 червня 1997 , Гомель )), також відомий як DOLINOV, — білоруський співак, автор-виконавець, блогер . Першу невелику популярність отримав, знімаючи короткі відеоролики («вайни») в Instagram, після знявши пародію на пісню групи Гриби «Тает лёд», відео набрало понад 100 тисяч переглядів. Незабаром почав знімати відео в так званому форматі «очікування/реальність», через що і став відомим.
16 червня 2023 року Максим Долінов випустив трек «Табу», який швидко набрав популярність на пострадянському просторі, а потім і зовсім увійшов до світового плейлисту фонк-музики «phonk» на Spotify, ставши єдиним російськомовним треком у плейлисті.

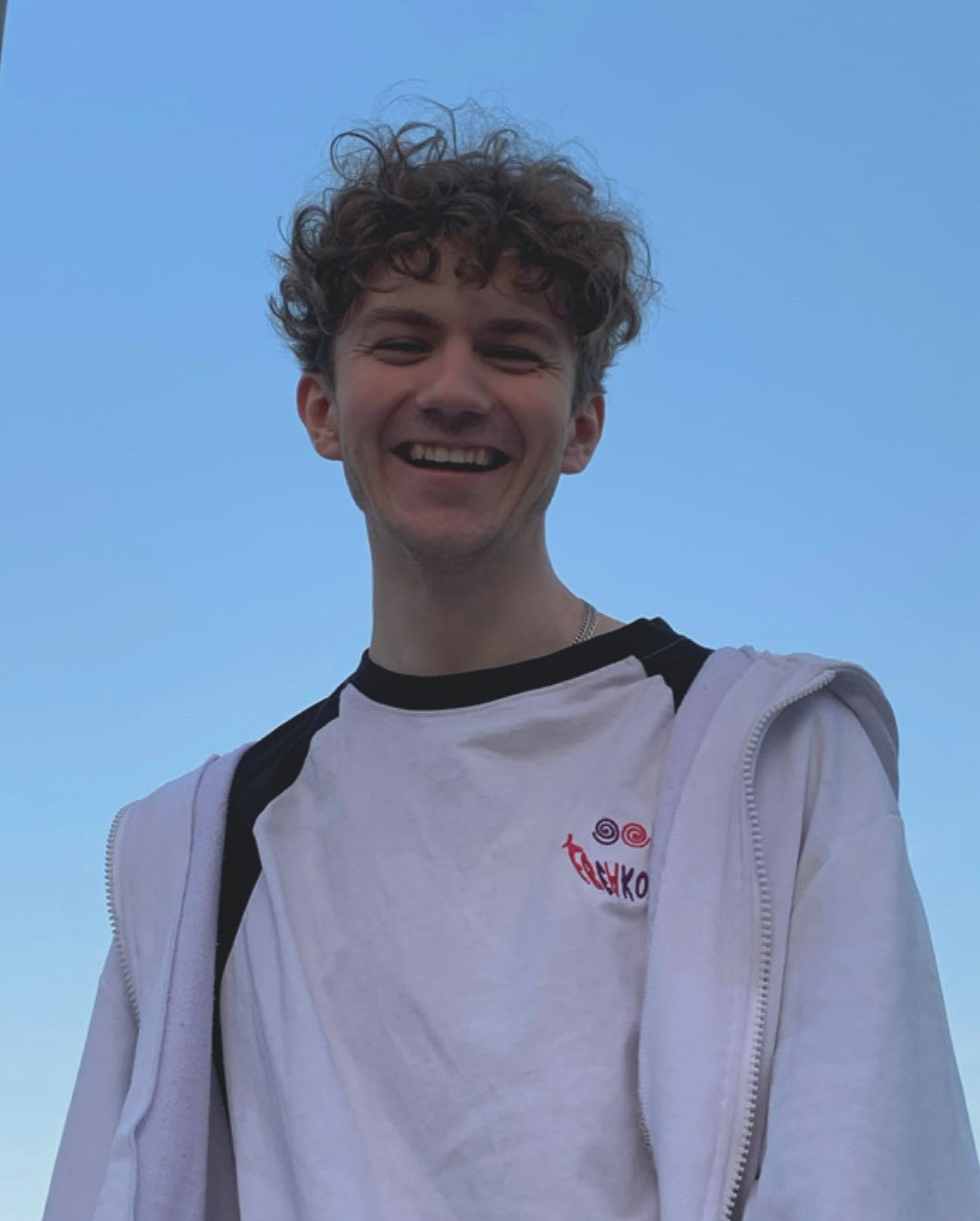
Максим Долінов у 2023 році

## Біографія та творчість
Максим Долінов народився 5 червня 1997 року у Гомелі. Закінчив Гомельський державний технічний університет імені П. В. Сухого за спеціальністю менеджер-економіст, у 2018 році переїхав до Мінська .
У 2014 році зареєструвався у Instagram. Дивлячись, як розвивається ця соцмережа і стають відомими багато блогерів, вирішив спробувати сам. У 2017 році почав знімати відеоролики на YouTube, але за 2 роки набрав лише близько 2 тисяч підписників, через що повернувся до Instagram, почав знімати відео у форматі «вайн», невдовзі зняв пародію на трек «Тает лёд» українського гурту Гриби та за півтора року набрав аудиторію в 400 тисяч підписників.
У жовтні 2019 року блогер зареєструвався в TikTok і за 4 місяці набрав 1 мільйон підписників, а станом на 2023 рік його аудиторія в цій соціальній мережі налічувала понад 2,5 мільйона підписників.
У 2020 році почав випускати треки в стилі хіп-хоп, поп і фонк . Відомими стали треки «Амнезия», «Жить в кайф», «Табу» та «Девчонка».
Трек «Табу» швидко набрав популярність і увійшов до чартів VK, Яндекс.Музики, Spotify та Shazam, у тому числі й у регіональні плейлисти (VK: «Україна: Топ-100», «Білорусь: Топ-100», «СНД: Топ-100»; Spotify: «Топ-50 (Україна)», «Топ-50 (Білорусь)», «Топ-50 (Росія)», також плейлисти «Шазам Топ» України, Польщі, Білорусі, Казахстану та Росії). Станом на серпень 2023 року під цей трек у TikTok було записано понад 90 тисяч роликів. Трек значився у світовому плейлисті phonk в Spotify.
Один із фанатів творчості Максима Долінова 12 вересня 2023 року навіть набив татуювання «DOLINOV Табу» на животі.
Також у лютому 2023 року спільно з відомою білоруською співачкою PushNova (багаторазовий лауреат "Пісні року Білорусі", фіналістка національних відборів на конкурс "Євробачення") випустив трек "Простудился тобой".
Восени 2023 року виконавець отримав Срібну кнопку YouTube, а у 2024 році — Золоту кнопку.

## Участь у шоу та заходах
9 березня 2020 року взяв участь у шоу «ПІДЙОМ!» на білоруському телеканалі ТНТ International.
23 вересня 2022 року разом з іншими блогерами соцмережі Likee дав старт челенджу «#вX5раз добрее» від благодійного фонду порятунку тяжкохворих дітей «Лінія життя».

## Дискографія

### Альбоми
| Назва            | Деталі                                                                                   | Список треків                                                                                                   |
| ---------------- | ---------------------------------------------------------------------------------------- | --- |
| "Табу (Remixes)" | - Реліз: 4 серпня 2023 року - Лейбл: Goost Music - Формат: стрімінг, цифрова дистрибуція | Список - 1. «Табу (Baldscum Remix)» 2. «Табу (Qmiir Remix)» 3. «Табу (Aiwi Remix)» 4. «Табу (Kiliandxrk Remix)» |

### Сингли
- Саня, где сотка (2020)
- Мама, я не такой (2020)
- Закружилась (2020)
- Время тает (2021)
- Ты далеко (2021)
- Алло, привет (2022)
- Амнезия (2022)
- Хиханьки (2022)
- Уйди от меня (2022)
- Жить в кайф (2022)
- Простудился тобой (feat. PushNova) (2023)
- Табу (2023)
- Девчонка (2023)
- Круговорот (2023)
- На этаже (feat. SOSKA 69) (2023)
- Фары (2023)
- Пьём (feat. ROMANTICA, Lestmor) (2023)
- Походу это любовь (2024)[10]
- Повар (2024)
- Туда сюда (feat. Badabum) (2024)
- Все свои (prod. by Lobotime) (2024)
- Заберу (prod. by Lobotime) (2024)
- Тигрица (2024)